# Nemoura lucana
Nemoura lucana är en bäcksländeart som beskrevs av Nicolai och Fochetti 1991. Nemoura lucana ingår i släktet Nemoura och familjen kryssbäcksländor. Inga underarter finns listade i Catalogue of Life.